# José Abella
José Javier „Minion” Abella Fanjul (ur. 10 lutego 1994 w Córdobie) – meksykański piłkarz pochodzenia hiszpańskiego i libańskiego występujący na pozycji prawego obrońcy, reprezentant Meksyku, od 2025 roku zawodnik Santosu Laguna.
Jego kuzyni Diego Abella i Miguel Layún również są piłkarzami.

## Kariera klubowa
Abella jest wychowankiem zespołu Santos Laguna z siedzibą w Torreón. Do treningów seniorskiej drużyny został włączony jako osiemnastolatek przez szkoleniowca Benjamína Galindo i pierwszy mecz rozegrał w niej we wrześniu 2012 z salwadorską Águilą (4:0) w Lidze Mistrzów CONCACAF. W 2013 roku dotarł z Santosem Laguna do finału północnoamerykańskiej Ligi Mistrzów. W Liga MX zadebiutował jednak dopiero niecały rok później za kadencji portugalskiego trenera Pedro Caixinhi, 26 lipca 2013 w wygranym 3:2 spotkaniu z Cruz Azul. Od razu wywalczył sobie niepodważalne miejsce na boku obrony, a za sprawą udanych występów został uhonorowany w plebiscycie magazynu „Récord” nagrodą dla odkrycia jesiennego sezonu Apertura 2013. Premierowego gola w lidze meksykańskiej strzelił 28 lutego 2014 w przegranej 2:3 konfrontacji z Atlasem, a kilka miesięcy później, w rozgrywkach Apertura 2014, zdobył z Santosem Laguna puchar Meksyku – Copa MX.
Pół roku później – w wiosennym sezonie Clausura 2015 – Abella wywalczył z Santosem Laguna swój pierwszy tytuł mistrza Meksyku, będąc kluczowym ogniwem formacji defensywnej. W tym samym roku skompletował również potrójną koronę, zdobywając superpuchar Meksyku – Campeón de Campeones.

## Kariera reprezentacyjna
W lutym 2013 Abella został powołany przez szkoleniowca Sergio Almaguera do reprezentacji Meksyku U-20 na Mistrzostwa Ameryki Północnej U-20. Tam pełnił jednak wyłącznie rolę rezerwowego i nie wystąpił w żadnym spotkaniu, zaś jego kadra – pełniąca wówczas rolę gospodarza – triumfowała ostatecznie w tych rozgrywkach po pokonaniu w finale po dogrywce USA (3:1). Trzy miesiące później wziął udział w prestiżowym towarzyskim Turnieju w Tulonie, podczas którego rozegrał z kolei wszystkie możliwe cztery mecze (z czego trzy w wyjściowym składzie) i trzy razy wpisał się na listę strzelców – raz w spotkaniu z Nigerią (2:0) i dwukrotnie z Portugalią (3:3). Dzięki temu razem z Viníciusem Araújo i Aladje został królem strzelców tamtej edycji turnieju, lecz jego drużyna zajęła trzecie miejsce w grupie i nie zakwalifikowała się do dalszych gier. Kilka tygodni później znalazł się w składzie na Mistrzostwa Świata U-20 w Turcji, gdzie miał niepodważalną pozycję w linii defensywy i wystąpił we wszystkich czterech meczach w pełnym wymiarze czasowym. Meksykanie odpadli natomiast z młodzieżowego mundialu w 1/8 finału, ulegając Hiszpanii (1:2).
W maju 2014 Abella znalazł się w ogłoszonym przez Raúla Gutiérreza składzie reprezentacji Meksyku U-23 na swój kolejny Turniej w Tulonie. Tam wystąpił w trzech z czterech możliwych spotkań (w dwóch w pierwszym składzie), a jego kadra podobnie jak przed rokiem zajęła trzecią lokatę w grupie i nie awansowała do dalszej fazy. W lipcu 2015 został powołany na Igrzyska Panamerykańskie w Toronto, gdzie był kluczowym zawodnikiem defensywy i rozegrał wszystkie możliwe pięć meczów od pierwszej do ostatniej minuty. Wraz ze swoim zespołem dotarł wówczas do finału męskiego turnieju piłkarskiego, przegrywając w nim z Urugwajem (0:1) i zdobył srebrny medal na igrzyskach. W sierpniu 2016 wziął natomiast udział w Igrzyskach Olimpijskich w Rio de Janeiro, gdzie zanotował dwa na trzy możliwe występy (obydwa w pierwszej jedenastce), zaś meksykańscy piłkarze – broniący wówczas złotego medalu sprzed czterech lat – odpadli z rozgrywek już w fazie grupowej.

## Statystyki kariery
| Santos Casino (rez.) | 2008–2009        | Meksyk           | Tercera División | 28  | 0 | —  | — | —        | —  | — | 28  | 0 |
| Santos Casino (rez.) | 2009–2010        | Meksyk           | Tercera División | 16  | 1 | —  | — | —        | —  | — | 16  | 1 |
| Ogółem (rezerwy)     | Ogółem (rezerwy) | Ogółem (rezerwy) | Ogółem (rezerwy) | 44  | 1 | —  | — | —        | —  | — | 44  | 1 |
| Santos Laguna        | 2012–2013        | Meksyk           | Liga MX          | 0   | 0 | —  | — | LMC      | 1  | 0 | 1   | 0 |
| Santos Laguna        | 2013–2014        | Meksyk           | Liga MX          | 40  | 2 | 4  | 0 | CL       | 7  | 1 | 51  | 3 |
| Santos Laguna        | 2014–2015        | Meksyk           | Liga MX          | 40  | 0 | 9  | 0 | —        | —  | — | 49  | 0 |
| Santos Laguna        | 2015–2016        | Meksyk           | Liga MX          | 30  | 1 | —  | — | LMC      | 8  | 0 | 38  | 1 |
| Santos Laguna        | 2016–2017        | Meksyk           | Liga MX          | 0   | 0 | —  | — | —        | —  | — | 0   | 0 |
| Ogółem               | Ogółem           | Ogółem           | Ogółem           | 154 | 4 | 13 | 0 | LMC + CL | 16 | 1 | 183 | 5 |

Legenda:
- LMC – Liga Mistrzów CONCACAF
- CL – Copa Libertadores